# Atheris anisolepis
Espèce
Synonymes
- Atheris squamigera anisolepis Mocquard, 1887
- Atheris laeviceps Boettger, 1887

Atheris anisolepis est une espèce de serpents de la famille des Viperidae. 

## Répartition
Cette espèce se rencontre dans le Sud du Gabon, dans le sud de la République du Congo et dans l'ouest de la République démocratique du Congo.
Sa présence est incertaine en Angola. 

## Étymologie
Le nom spécifique Anisolepis vient du grec anisos, inégal, et de lepis, l'écaille, en référence aux différences de taille des écailles de cette vipère.

## Publication originale
- Mocquard, 1887 : Sur les ophidiens rapportés du Congo par la Mission de Brazza. Bulletin de la Société Philomathique de Paris, sér. 7, vol. 11, p. 62-92 (texte intégral).